# Itumbiara-Stausee
Der Itumbiara-Stausee befindet sich am Rio Paranaíba zwischen den Distrikten bzw. Städten Itumbiara in Goiás und Tupaciguara in Minas Gerais in Brasilien, etwa 800 km nordwestlich von Rio de Janeiro und 300 km südlich von Brasília. Die brasilianischen Bezeichnungen der Stauanlage sind: „Barragem Itumbiara“, „Lago de Itumbiara“, „Represa de Itumbiara“, auch „Lago das Brisas“. 
An der Talsperre wird das sechstgrößte Wasserkraftwerk Brasiliens betrieben. Der Staudamm wurde zur Stromgewinnung aus Wasserkraft angelegt, inzwischen dient der Stausee aber auch der Touristik, dem Wassersport, der Fischerei und anderen Zwecken.
Neben dem Rio Paranaíba, dem rechten Quellfluss des Río Paraná, sind auch der Rio Corumbá und der Rio Araguari weitere Zuflüsse zum Stausee. Bei dem Absperrbauwerk handelt es sich um eine Kombination aus einem Staudamm aus Erdstoffen und einer Gewichtsstaumauer. Ihre maximale Höhe beträgt 106 Meter, die Bauwerkslänge 6780 Meter.

## Kraftwerk
Das Wasserkraftwerk hat eine Nennleistung von 2082 MW (6-mal 347 MW) und wird von Furnas Centrais Elétricas betrieben. Im November 1974 begannen die Bauarbeiten und wurden im Dezember 1981 abgeschlossen.
Siehe auch:
- Liste der größten Talsperren der Erde
- Liste der größten Stauseen der Erde
- Liste der größten Wasserkraftwerke der Erde
- Liste von Talsperren der Welt